# La Quinta Estación
La Quinta Estación fou un grup de pop rock, de membres espanyols, compost pels músics madrilenys Natalia Jiménez i Ángel Reyero, i anteriorment també Sven Martín i Pablo Domínguez.

## Història
La Quinta Estación es va originar a Madrid amb sis membres, dels quals quatre (Ángel, Natalia, Pablo i Sven) van emigrar a Mèxic quan Sony BMG Mèxic els va oferir l'oportunitat d'enregistrar el primer àlbum, Primera Toma (2001), que ràpidament els va fer populars a Mèxic, els Estats Units i a tot Llatinoamèrica. El senzill Dónde Irán va ser escollit com a tema central a la telenovel·la juvenil Clase 406, i els va introduir al país al qual van emigrar. Altres senzills van ser Perdición i No quiero perderte, amb els quals es van col·locar en els primers llocs de les ràdios mexicanes durant diversos mesos.
Més tard, van realitzar una versió del tema Si yo fuera mujer, que encapçalaria la banda sonora de la pel·lícula Dame tu cuerpo.
En aquest moment el guitarrista i compositor Sven es va veure obligat a deixar el grup a causa de disputes legals internes del grup. Sven no va voler entrar en problemes més grans que poguessin afectar el grup i va decidir anar-se'n deixant que el grup es quedés amb els drets de les cançons que ell havia compost (d'entre les quals la cançó Algo más, dedicada a la seva enamorada i que es publicaria més endavant en el segon disc).
El segon disc va incloure onze temes inèdits fets per la mateixa banda, anomenat Flores de alquiler, va vendre més de 500.000 còpies entre Mèxic i els Estats Units principalment. També es va llançar amb èxit a l'Estat espanyol i van aconseguir un disc d'or. Els singles van ser: El sol no regresa, Algo más, Daría y Niña. Amb aquest àlbum van aconseguir diversos premis i nominacions, com les dels premis MTV de l'Amèrica Llatina com a millor nou artista a Mèxic i els premis Oye! com a millor grup de l'Estat espanyol.
L'any 2005 surt un CD/DVD acústic que ven més de 250.000 còpies, i pel mateix van ser nominats per als Grammy Latino.
L'any 2007 la banda publica el darrer disc, El mundo se equivoca, del qual surt el seu primer single Tu peor error i el segon Me muero. Avui dia l'àlbum ha venut més de 100.000 còpies a Mèxic i s'ha convertit en Disc de Platí.
Amb aquest nou treball per fi aconsegueixen el vertader èxit a l'Estat espanyol: el single Me muero va arrossegar l'àlbum fins al número u de la llista de vendes d'aquest país (Promusicae), superant ja les 80.000 còpies venudes (Disc de Platí). Com a conseqüència d'aquest èxit, el passat estiu van fer una gira per tot l'Estat espanyol amb més de 45 actuacions durant tot l'estiu.
A la fi de 2008, surten a la llum informacions sobre la dolenta relació entre Pablo, el guitarrista i Natalia i Ángel, i va acabar amb l'abandó de Pablo de l'agrupació. El 5 de gener de 2009 s'estrena el primer single del que serà el nou començament per a aquest grup que es converteix en duo. "Sin frenos" nom del nou àlbum permetrà a Natalia Jiménez i Ángel Reyero continuar la seva fulgurant carrera, ja sense Pablo Domínguez.
A principis del 2010 van sorgir forts rumors de la separació de La Quinta Estación a causa d'unes declaracions mal interpretades de la cantant, cosa que temps després es va negar assegurant que tots dos components iniciaven projectes alterns a La Quinta Estación però que el grup no es desintegrava.
A la fi del 2010, Natalia Jimenez canta a duet amb Ricky Martin el single: Lo mejor de mi vida eres tú. A l'estiu de 2011 treu el primer disc en solitari anomenat Natalia, que es llança el 28 de juny del 2011 sota el segell discogràfic de Sony Music Latin, amb el primer senzill Por ser tu mujer, que es llança el 5 d'abril del 2011, la qual cosa suposa la fi de ¨La Quinta Estación¨.

## Discografia
- Primera toma (2002) 
  - "¿Donde iran?"
  - "No Quiero Perderte"
  - "Perdición"
- Flores de alquiler (2004) 
  - El sol no regresa
  - Esperaré espierta
  - Daría
  - Algo más
  - Flores de alquiler
  - Mi ciudad
  - Busco tu piel
  - A cada paso
  - Niña
  - No hay perdón
  - Rompe el mar
- Bonus track Flores de Alquiler
  - Si yo fuera mujer
  - Voy a pasarmelo bien
- Acústico CD+DVD (2005)
- El mundo se equivoca (2006) 
  - Tu peor error
  - Ahora que te vas
  - Me muero
  - Para no decirte adiós
  - Sueños rotos
  - Nada
  - Cosa de dos
  - La frase tonta de la semana
  - Que fui para ti
  - Cartas
  - El amor no duele
  - Tan solo quiero amarte
  - Así eres
- Sin frenos (2009) 
  - Que te quería
  - Me dueles
  - Mis labios por tus piernas
  - Te quiero
  - Sin frenos
  - Recuérdame
  - Esta noche no
  - Es cierto
  - Te supieron a poco
  - Quiéreme mucho
  - Engáñame
  - Sin salida
  - Recuérdame (Ft. Marc Anthony)